# La Casa Nova del Castell de Montesquiu
La Casa Nova del Castell de Montesquiu és una obra de Montesquiu (Osona) inclosa a l'Inventari del Patrimoni Arquitectònic de Catalunya.

## Descripció
Casa de planta quadrada amb planta baixa, pis i antic colomar, reconvertit actualment en golfes. Té la teulada de dues vessants (amb teula àrab), coronada per les precitades golfes, que sobresurten un metre en el capcer. L'entrada principal està precedida per una era a la cara sud, la qual és delimitada a l'est per l'antiga cabana reconvertida avui en casa d'actes. Els materials constructius són una mescla de pedra i maó, conservant i restaurats d'ençà de la restauració. El seu interior ha estat alterat en ser reconvertida en casa de colònies.

## Història
La casa Nova del castell, també anomenada el Castell Xic (per la seva proximitat amb el castell de Montesquiu) és una construcció d'època contemporània (finals del segle XIX), concebuda com a Parc de residència dels masovers del castell. La seva pertinença al Parc comarcal del susdit casell va ser motiu pel qual la Diputació de Barcelona en va endegar una restauració i reconversió en residència per als assistents a actes del castell. L'autor de la restauració fou Jordi Ambròs, i aquesta tingué lloc l'any 1986. Al marge de la casa es reconvertí també l'entorn, convertint-lo en un espai lúdic i residencial.